# Michał Kleofas Ogiński
Michał Kleofas Ogiński (25. září 1765, Guzów – 15. říjen 1833, Florencie) byl polský hudební skladatel, diplomat a politik. Tvořil zejména klavírní skladby (polonézy, mazurky). Známý je i jeho spis Listy o muzyce. Za osobnost svých dějin ho považují jak Poláci, tak Litevci i Bělorusové.
Pocházel z velmi vlivné šlechtické rodiny. Byl velvyslancem Polsko-litevské unie v Británii a Nizozemsku. Byl též běloruským poslancem. Zúčastnil se Kościuszkova povstání, kvůli čemuž musel odejít ze země. Roku 1794 emigroval do Itálie, pokračoval však v diplomatické činnosti pro polskou exilovou komunitu. Roku 1802 se vrátil do Polska. Zemřel však v Itálii, kde má i hrob ve florentském kostele Santa Maria Novella.
Jeho nejznámější skladbou je polonéza Pożegnanie Ojczyzny (Sbohem vlasti), známá též jako Polonaise in A minor či Les Adieux, kterou napsal v emigraci. Skladba je považována za předzvěst romantismu.